# Constantly
Constantly is een single van de Engelse zanger Cliff Richard. Het is een cover van het Italiaanse lied L'Edera gecomponeerd door Saverio Seracini op een tekst van Vincenzo D'Acquisto. De Engelse vertaling is van Michael Julien. 

## Tracklist

### 7" Single
Columbia
1. Constantly
2. True, true lovin'

## Hitnotering
| Constantly                 | Constantly            | Constantly | Constantly | Constantly | Constantly | Constantly | Constantly | Constantly | Constantly | Constantly | Constantly | Constantly | Constantly | Constantly |
| Hitlijst                   | Datum van binnenkomst | Week:      | 1          | 2          | 3          | 4          | 5          | 6          | 7          | 8          | 9          | 10         | 11         |            |
| -------------------------- | --------------------- | ---------- | ---------- | ---------- | ---------- | ---------- | ---------- | ---------- | ---------- | ---------- | ---------- | ---------- | ---------- | ---------- |
| Tijd Voor Teenagers Top 10 | 23-5-1964             | Positie:   | 5          | 4          | 3          | 4          | 6          | 6          | 5          | 6          | 4          | 6          | 10         | uit        |